# Живорад Йованович
Живорад „Жикица“ Йованович (Сръбски език: Живорад „Жикица" Јовановић; 17 март 1914 – 12 март 1942), известен като Španac (Шпанац, което означава „Испанеца“) е югославски партизанин започнал антифашистката борба в Югославия по време на Втората Световна Война.

## Биография

### Преди Втората Световна Война
Жикица Йованович „Шпанац“ е роден във Валево, централна Сърбия, в голямо семейство на земевладелци и търговци. Завършил е гимназия във Валево, а по-късно учи във Философския факултет на Белградския Университет. Преди да се дипломира, Жикица, като много други идеалисти в цяла Европа, се включва като доброволец в испанската гражданска война на страната на републиканците. Докато е в Испания той се отличава със смелостта си в боя и се превръща в дълбоко уважаван специалист във воденето на партизанска война. Жикица Йованович „Шпанац“ участва в обсадата на Мадрид. Той предвожда Балканската Доброволческа Бригада по време на голям брой сражения като битката за Ебро и битката при Теруел. Жикица Йованович „Шпанац“ участва в бойните действия чак до падането на Барселона през 1939 и трагичната загуба на републиканците.
Между своите сънародници и другари той е познат като Шпанац (Испанеца) заради всеотдайното участие в борбата на испанския народ към когото изпитва огромно съчувствие. Жикица Йованович „Шпанац“ е един от малкото републикански доброволци, които успяват да прекосят границата с Франция, където е задържан от Гестапо след нацистката окупация на Франция. Жикица Йованович „Шпанац“ успява да избяга през Марсилия и прекосява пеша разстоянието от Италия до дома си.

### Втора световна война
През април 1941 след нацистката окупация в Югославия и Гърция, Йованович иска да се присъедини към армията, но му е отказано заради съмнения в подривна за Кралство Югославия дейност, тъй като е бил заподозрян като революционер по време на „белия терор“ на крал Александър през 30-те години.
Три месеца по-късно, след като се присъединява към партизанското движение водено от Йосип Броз Тито, той се превръща в предводител на борбата срещу фашистките окупатори. На 7 юли 1941, Жикица Йованович „Шпанац“ застрелва двама жандармеристи по време на престрелка в Бела Църква. След това се изкачва по стълбите на кулата на местното кметство, стреля във въздуха и произнася пламенна реч призовавайки работническата класа на Югославия да унищожи „фашистките зверове“, като извиква легендарните думи, които се превръщат в мото на югославската комунистическа партия: „Смърт на фашизма, свобода на народа!“.
В следващите дни се формира масово въстание, познато като „Устанак“, водено от югославската комунистическа партия, която следва инструкциите на Коминтерна да запали огъня на въстанията в Европа след инвазията на силите на Оста в СССР.

#### Смърт
Жикица Йованович „Шпанац“ умира в бой. Той е убит в село Радановци на 12 март 1942 г. , в битка с четниците, югославски монархисти, и немски полицейски батальон след като прикрива група партизани, предадени от свои сънародници.

## Наследство
Жикица Йованович „Шпанац“ е обявен за Герой на Югославия на 6 юли 1945.
Той е възпят в популярна песен на югославската рок група Рибля Чорба, като голям брой училища и болницата във Валево са кръстени на негово име.